# スリーピース
スリーピースは、主にロックを中心とするポピュラー音楽において3人組で構成されるバンドの編成形式である。広義では（サポートメンバーやミュージックシーケンサーの有無に関わらず）正規メンバーが3人であるもの全てを指すことがある。狭義ではメンバー全員がそれぞれ異なる3種類の楽器の演奏者で構成され、特にロックバンドなどではメンバーそれぞれがギター、ベース、ドラムを演奏し、そのうちの一人ないし複数がボーカルを兼ねているものを指す事が多い。一方で「キーボード・ベース・ドラム」あるいは「ギター・ギター・ドラム」といった変則スリーピースも存在する。ロックにおいては必要最小限のメンバー構成とされているが、ホワイト・ストライプス（ギター&ドラム）、デス・フロム・アバヴ・1979、ルインズ（ベース&ドラム）のように2ピースのみで構成されているロックバンドも存在する。
英語圏などではパワー・トリオ (power trio) といわれたりもする。